# Линколн Парк (Пенсилванија)
Линколн Парк (енгл. Lincoln Park) насељено је место без административног статуса у америчкој савезној држави Пенсилванија.

## Демографија
По попису из 2010. године број становника је 1.615.
| Група             | 2000.    | 2010.         |
| Белци             | 0 (0,0%) | 1.411 (87,4%) |
| Афроамериканци    | 0 (0,0%) | 48 (3,0%)     |
| Азијати           | 0 (0,0%) | 30 (1,9%)     |
| Хиспаноамериканци | 0 (0,0%) | 120 (7,4%)    |
| Укупно            | 0        | 1.615         |